# Cyclosa informis
Cyclosa informis là một loài nhện trong họ Araneidae.
Loài này thuộc chi Cyclosa. Cyclosa informis được Chang-Min Yin, Zhu & Jia-Fu Wang miêu tả năm 1995.